# Carthamus

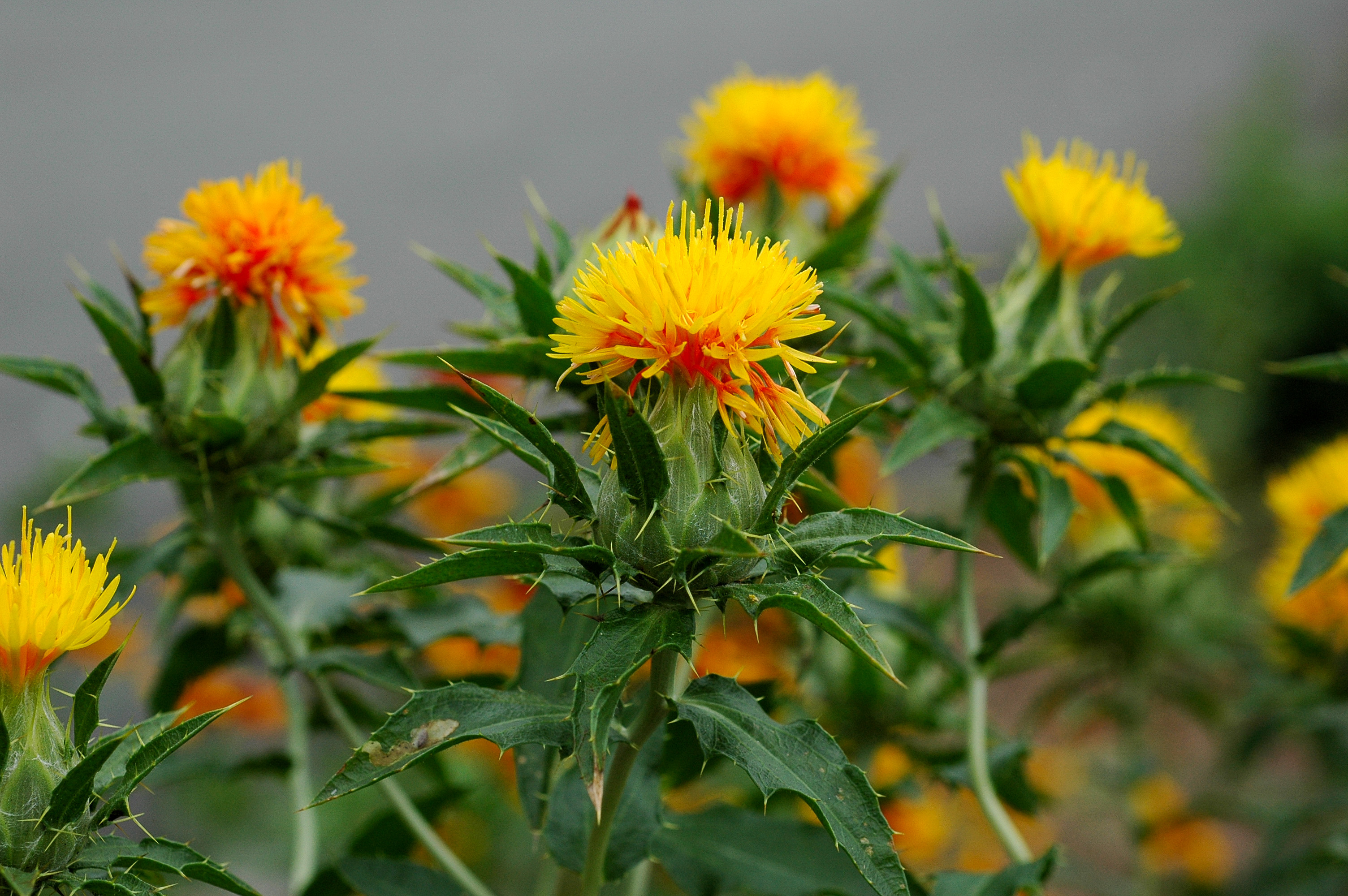
Carthamus tinctorius, inflorescencias.

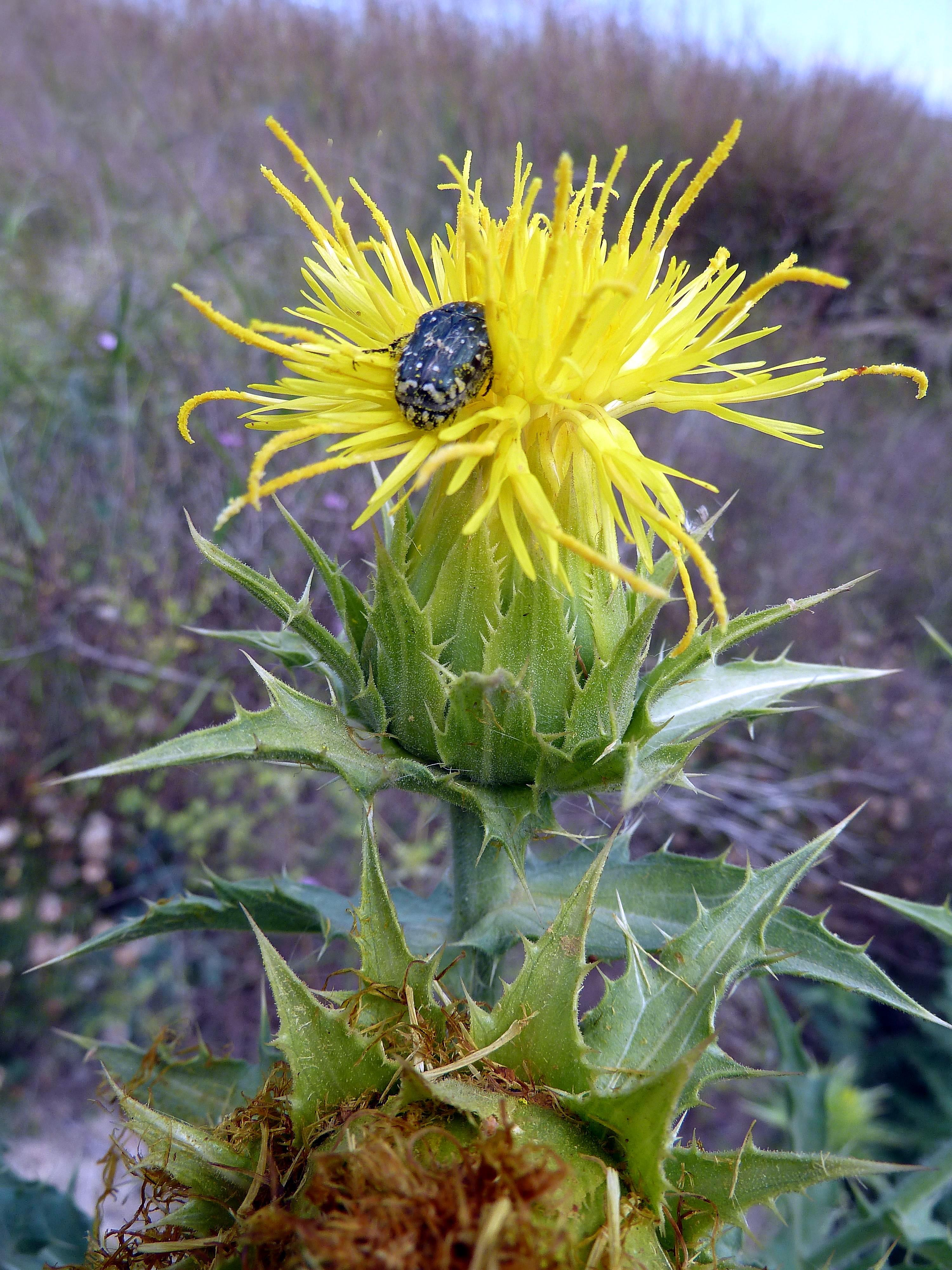
Carthamus arborescens, inflorescencia.

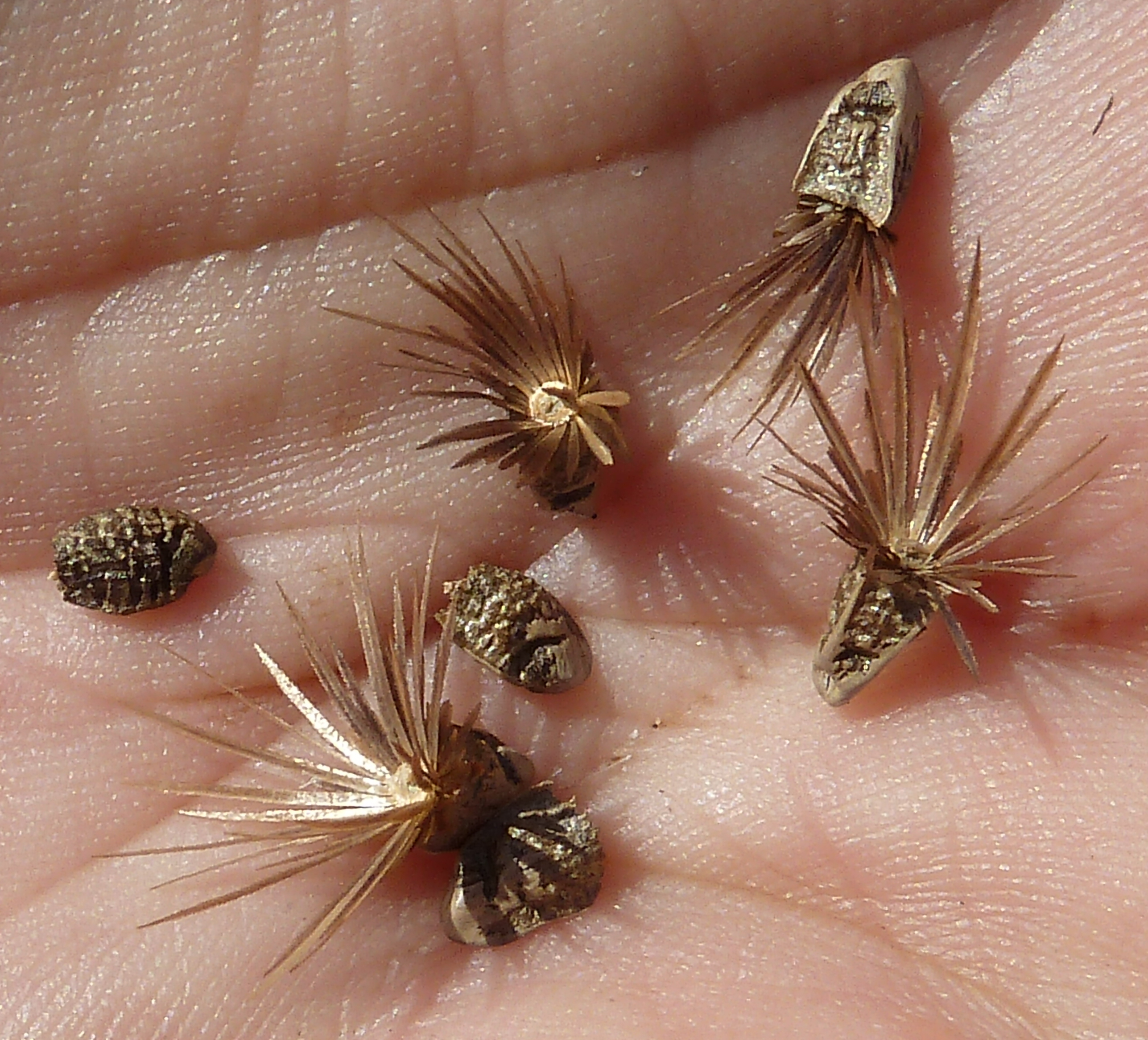
Cipselas heteromorfas de C. lanatus; las sin vilano son las periféricas.

Carthamus, llamado comúnmente cártamo, es un género asiático y  mediterráneo de plantas herbáceas o arbustivas de la familia Asteraceae con unas 50 especies aceptadas, de las casi 230 descritas.

## Descripción
Son hierbas anuales o perennes, a veces matas o arbustos, espinosas con hojas generalmente pinnatífidas, coriáceas, espinosas, pero a veces enteras y/o inermes. Los Capítulos, terminales solitarios o agrupados, con numerosas hojas involucrales semejantes a las hojas caulinares superiores, tiene un involucro con varias filas de brácteas adpresas; las externas y medias generalmente espinosas; las internas finas y inermes, ocasionalmente con un apéndice apical. Todas las flores, insertadas en un receptáculo desde convexo hasta cónico, setáceo, son flosculosas y hermafroditas, con limbo dividido casi hasta la base, generalmente amarillo con 2 nervios purpúreos en cada lóbulo. Los estambres tienen filamentos libres, vilosos en la parte superior, y anteras subobtusas y de base sagitada. Los frutos son cipselas  obcónicas más o menos tetrágonas, glabras y con hilo cárpico lateral. El vilano, cuando existe, está formado por varias filas de setas o escamas escábridas, caduco o persistente, a menudo ausente en las cipselas periféricas de una misma especie.

## Distribución
Crece en el centro y suroeste de Asia, Europa y la mediterránea; introducido y localmente cultivado en otras regiones.

## Taxonomía
El género fue creado y descrito por Carlos Linneo, y publicado en Species Plantarum, vol. 2, p. 830 , 1753 y su descripción ampliada en Genera Plantarum, n.º 838, p. 361 , 1754. 
Etimología
Carthamus: nombre genérico que estableció Linneo, latinizando el vocablo árabe Kârtum, de origen semítica, 'tinte', en alusión a sus propiedades colorantes.

## Especies
Las más habituales en la región Mediterránea son:
- Carthamus arborescens L. (cardo cabrero) - Sur de España y Noroeste de África- (flores amarillas).
- Carthamus boissieri Halácsy - planta de las islas de Grecia.
- Carthamus dentatus Vahl (cachumba de Filipinas[7]) - los Balcanes y Turquía - (flores violetas).
- Carthamus lanatusL. (cardo de Cristo) - en toda la meseta mediterránea - (flores amarillas).
- Carthamus tenuis (Boiss. & Blanche) Bornm. - Este del Mediterráneo - (flores violetas).
- Carthamus tinctorius L. (cártamo) - de origen desconocido, probablemente nativo del Oeste de Asia o del Mediterráneo oriental; hoy día cultivada comercialmente en India, U.S.A., México, Etiopía, Kazajistán, Australia, Argentina, Uzbekistán, China y Rusia; también a pequeña escala en: Pakistán, España, Turquía, Canadá, Irán e Israel - (flores amarillas/anaranjadas).

## Sinonimia
- Carduncellus Adans.
- Carthamoides Vaill.
- Durandoa Pomel
- Femeniasia Susanna
- Kentrophyllum DC.
- Lamottea Pomel
- Phonus Hill[8]